# 문산동중학교
문산동중학교(文山東中學校)는 대한민국 경기도 파주시 문산읍 당동리에 있는 사립 중학교이다.

## 학교 연혁
- 1970년 7월 27일 : 학교법인 문산학원 설립 인가
- 1971년 3월 5일 : 초대 윤성모 교장 취임, 문산동중학교 개교, 제1회 입학식 거행
- 1973년 10월 17일 : 제2부 6학급 설립 인가
- 1974년 1월 18일 : 제1회 졸업식 (졸업생 수 79명)
- 1995년 12월 20일 : 과학실(99m2) 증축
- 1998년 4월 14일 : 세명학원으로 법인 명칭 변경
- 2006년 12월 31일 : 도서실 설치
- 2018년 2월 12일 : 우민제 이사장 취임
- 2023년 4월 29일 : 이현주 교장 취임
- 2024년 1월 5일 : 제51회 59명 졸업(총 5,071명)

## 참고 자료
- 문산동중학교 - 한국교육학술정보원 학교알리미